# 자동 피아노
자동 피아노(自動piano)는 피아노 롤에 기록된 악보를 읽고 공기의 힘으로 저절로 연주되는 피아노이다. 영국인 에드워드 르보(Edward Leveaux)가 1829년 발명했으며 1920년대 중반, 축음기와 라디오 방송이 일반 가정에 보급되어 자동 피아노의 인기가 떨어졌다.

## 같이 보기
- 천공 테이프
- 가상 피아노